# Abraham Fischer
Pour les articles homonymes, voir Fischer.
Abraham Fischer (1850-1913) était un avocat et un homme politique sud-africain qui fut l'unique premier ministre de l'éphémère colonie de la rivière Orange de 1907 à 1910.

## Éléments biographiques
Abraham Fischer commence sa carrière professionnelle en tant qu'avocat dans la colonie du Cap en 1875.
En 1893, il devient le vice-président du parlement (volksraad) de l'État libre d'Orange puis un membre du conseil exécutif en 1896.
Durant la seconde guerre des Boers, Abraham Fischer vient solliciter de l'aide en Europe.
En 1903, il reprend son métier d'avocat dans l'état libre d'Orange, désormais appelé colonie britannique de la rivière Orange.
Défenseur de la cause des Boers, Abraham Fischer participe en mai 1906 à la fondation du « Oranje Unie party » dont il devient le président.
En novembre 1907, le parti remporte les premières élections législatives de la colonie.
Le 27 novembre 1907, Fisher est choisi comme premier ministre de la colonie de la rivière Orange. Il reste à cette fonction jusqu'à sa dissolution le 10 mai 1910 lors de la fondation de l'union d'Afrique du Sud. Il rejoignit alors le tout nouveau gouvernement d'Afrique du Sud dirigé par Louis Botha en tant que ministre des terres.

## Famille
Abraham Fischer est le grand-père de l'activiste anti-apartheid Bram Fischer.